# Belo Horizonte-Confins flygplats
Belo Horizonte-Confins internationella flygplats – Tancredo Neves (portugisiska: Aeroporto Internacional de Belo Horizonte-Confins – Tancredo Neves) är en flygplats i Belo Horizonte i Minas Gerais i Brasilien.  Flygplatsen ligger i Confins, 41 km norr om centrala Belo Horizonte. 
Terrängen runt flygplatsen är huvudsakligen platt, men åt sydväst är den kuperad. Flygplatsen ligger uppe på en höjd. Runt flygplatsen är det ganska tätbefolkat, med 239 invånare per kvadratkilometer.. 
Omgivningarna runt flygplatsen är huvudsakligen savann.